# Rối loạn sử dụng opioid
Rối loạn sử dụng opioid là một mô hình có vấn đề của việc sử dụng opioid gây ra suy yếu hoặc đau khổ đáng kể. Các triệu chứng của rối loạn bao gồm ham muốn sử dụng opioid mạnh mẽ, tăng khả năng chịu đựng opioid, không thực hiện nghĩa vụ, giảm sử dụng và hội chứng cai thuốc khi ngừng thuốc. Các triệu chứng cai nghiện opioid có thể bao gồm buồn nôn, đau cơ, tiêu chảy, khó ngủ hoặc tâm trạng thấp. Nghiện và phụ thuộc thuốc là các thành phần của rối loạn sử dụng chất gây nghiện. Các biến chứng có thể bao gồm quá liều opioid, tự tử, HIV / AIDS, viêm gan C, các vấn đề hôn nhân hoặc thất nghiệp.
Opioids bao gồm các chất như heroin, morphin, fentanyl, codeine, oxycodone và hydrocodone. Tại Hoa Kỳ, phần lớn người dùng heroin bắt đầu bằng cách sử dụng thuốc phiện theo đơn thuốc. Các chất gây nghiện này có thể được mua bất hợp pháp hoặc theo đơn. Chẩn đoán có thể dựa trên các tiêu chí của Hiệp hội Tâm thần Hoa Kỳ trong DSM-5. Nếu có nhiều hơn hai trong số mười tiêu chí trong một năm thì chẩn đoán được cho là có. Nếu một người đang sử dụng các opioid một cách thích hợp cho các vấn đề y tế về sự tăng liều và hội chứng cai nghiện sẽ không được áp dụng.
Những người bị rối loạn sử dụng opioid thường được điều trị bằng liệu pháp thay thế opioid bằng methadone hoặc buprenorphine. Việc điều trị như vậy làm giảm nguy cơ tử vong. Ngoài ra, các cá nhân có thể được hưởng lợi từ liệu pháp hành vi nhận thức, các hình thức hỗ trợ khác từ các chuyên gia sức khỏe tâm thần như trị liệu cá nhân hoặc nhóm, chương trình mười hai bước và các chương trình hỗ trợ đồng đẳng khác. Thuốc naltrexone cũng có thể hữu ích để ngăn ngừa tái phát. Naloxone rất hữu ích để điều trị quá liều opioid và cho những người có nguy cơ naloxone về nhà là có lợi.
Năm 2013, rối loạn sử dụng opioid ảnh hưởng đến khoảng 0,4% người dân. Tính đến năm 2016, khoảng 27 triệu người bị ảnh hưởng. Sử dụng opioid lâu dài xảy ra ở khoảng 4% số người sau khi sử dụng vì chấn thương hoặc đau do phẫu thuật. Khởi phát thường ở tuổi trưởng thành trẻ. Nam giới bị ảnh hưởng thường xuyên hơn nữ giới. Nó đã dẫn đến 122.000 cái chết trên toàn thế giới trong năm 2015, tăng từ 18.000 cái chết vào năm 1990. Tại Hoa Kỳ trong năm 2016, đã có hơn 42.000 ca tử vong do quá liều opioid, trong đó hơn 15.000 là kết quả của việc sử dụng heroin.